# フッパー
フッパー（חֻפָּה chuppāh, アシュケナジム式ヘブライ語：der chuppo, chíppe, 複数形：chuppôth, chíppes）はユダヤ教徒の結婚式で用いる覆いで、「天蓋」とも訳される。
四角形の布、あるいはタッリートを、四隅を棒で支えた形で作る。
フッパーの下で結婚式の儀式を行う。
バルダーヒーン baldachin とも言う。
フッパーだけで結婚式の意味がある。
なおフツパー（Chutzpah）とはヘブライ語由来の語で、別の意味である。

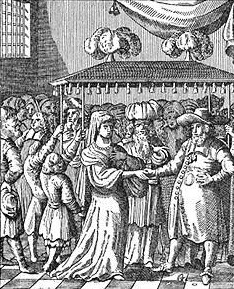
17世紀オランダ（1657年の本から）

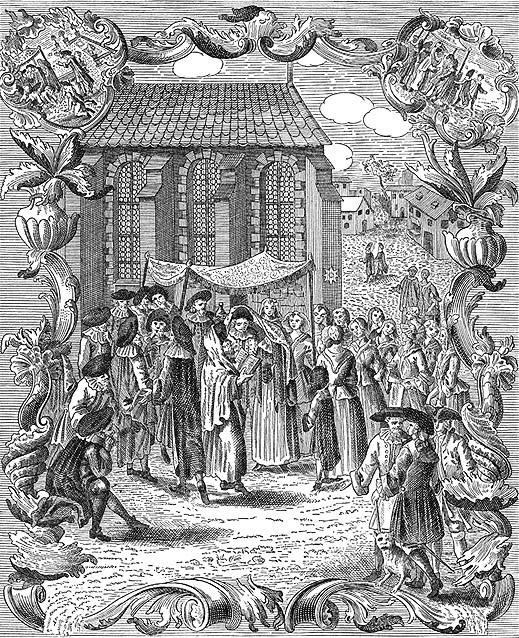
18世紀ドイツ（1748年の本から）

|  |  |  |